# مزار سيدة بشوات
مزار سيدة بشوات هو مزار مريمي يتبع الكنيسة المارونية ويقع في قرية بشوات الواقعة على إرتفاع 1300 متر فوق مستوى سطح البحر في وادي البقاع غرب مدينة بعلبك وشمال غرب بلدة دير الأحمر في لبنان.
سُمّيت بلدة بشوات بهذا الاسم نسبة إلى الأنبا بيشواي، والذي كان قديسًا مصريًا سكن ديرًا بناه اليعقوبيون في نفس موقع الكنيسة القديمة في بلدة بشوات.

## لمحة تاريخية
بُنيت الكنيسة الموجودة في المنطقة قبل ما يزيد عن ألف عام فوق مغارة جبلية في منطقة بشوات بوادي البقاع على يد آل كيروز، وسُمّيت بكنيسة سيدة بشوات العجائبية نظرًا للروايات المتداولة في المنطقة والتي زعمت قُدرة سيدة البشوات على شفاء المرضى وصُنع الأعاجيب، وقد جرى العُرف في المنطقة على أن تُزرع شجرة سنديان بجوار كُلّ كنيسة عند بماءها لكي يُشير عمر شجرة السنديان إلى وقت بناء الكنيسة، وقد وقد وجد الخبراء الزراعيون الذين عاينوا موقع كنيسة سيدة البشوات أن عمر السنديانة المزروعة بالقرب من الكنيسة في البلدة يزيد عن الألف عام. في عام 1741 عُثر على أيقونة خشبية تُجسّد السيدة مريم العذراء تعود للحقبة البيزنطية في أحد الكهوف الجبلية العميقة الموجودة في تلك المنطقة، ومنذ ذلك الحين أصبحت الكنيسة القديمة والموقع المحيط بها مزارًا سياحيًّا ومقصدًا لآلاف المصلين المسيحيين من مُختلف أنحاء العالم حيث يقضي بعض المصلين الليالي في الصلاة بخشوع أو في التأمل على باب الكنيسة. تعرضت الأيقونة الخشبية للحرق نتيجة الزيوت والشموع المُضاءة في الكنيسة، وعندما مر بعض الرهبان اليسوعيون الفرنسيون على البلدة وزاروا كنيستها وعدوا الأهالي بإرسال تمثال جديد للسيدة العذراء بدلًا من الأيقونة المُحترقة.
عندما اجتاح الجيش البروسي فرنسا في عام 1871 زعم أبناء أبرشية لافال الواقعة في قرية بونتمان غرب باريس أنّ السيدة العذراء ظهرت لأبناء القرية على هيئة شابة بيضاء طويلة مُرتدية ثوب أزرق تُغطيه نجوم ذهبية، ووجهت إليهم رسالة دعتهم فيها للصلاة والتوبة، ولم يكد يمضي سوى أيام معدودة على هذا الظهور حتى أعلنت الهدنة وانسحبت القوات البروسية من فرنسا. جسّد النحاتون هذا الظهور بنحت أيقونة خشبية للسيدة مريم العذراء عُرفت باسم تمثال سيدة بونتمان، وفي عام 1904 أحضرت نُسخة طبق الأصل من تمثال سيدة بونتمان مصنوعة من حجر البازلت إلى قرية بشوات في منطقة وادي البقاع بلبنان وسُميّت بتمثال سيدة بشوات العجائبية.

## في التراث الشفهي
ينسب السكان المحلّيين للمنطقة العديد من المُعجزات لسيدة بشوات. كانت إحدى تلك المعجزات المنسوبة لسيدة بشوات قد حدثت لرجل لبناني يُدعى طوني سكر ويبلغ من العمر 37 عاماً، وكان يقيم في نيويورك. عاني الرجل من مرض مزمن أدى إلى إصابته بشلل كامل في الجزء العلوي من جسده، وفي أثناء زيارته لبلده لبنان، زار الكنيسة القديمة حيث صلى من أجل الشفاء، وبعد فترة وجيزة، شفي الرجل من الشلل تمامًا وأصبح قادرًا على تحريك الجزء العلوي من جسده. وعلى سبيل الامتنان قام الرجل بعد ذلك ببناء تمثال للسيدة العذراء مريم في مسقط رأسه في بلدة دير الأحمر تكريما لسيدة بشوات.
ثمة رواية أخرى يتداولها سكان البلدة حول طفل صغير يُدعى محمد نايف العواد الهوادي، وهو ابن لأبوين مسلمين من الأردن. تحكي الأسطورة أنّه عندما كان الطفل في العاشرة من عمره رافق والديه في رحلة قاصدين الكنيسة القديمة في عام 2004، وهناك رأى الطفل تمثال مريم العذراء يومض، كما قال المصلون الذين أمضوا الليل في الكنيسة في نفس اليوم إنهم رأوا أيضًا عيون وأيدي ومسبحة تمثال مريم العذراء تتحرك. كان هذا المشهد شبيه لما روي أنه حدث في قرية بونتمان الفرنسية في عام 1871.